# Rue du Corbillon
La rue du Corbillon est une voie de communication de Saint-Denis.

## Situation et accès
La rue du Corbillon est proche de la station Marché de Saint-Denis (tramway d'Île-de-France) des tramways T1 et T5.

## Origine du nom
Un corbillon ou corbeillon étant une petite corbeille à anses, couramment utilisé comme enseigne, cette appellation pourrait provenir d'un cabaret sis à cet endroit.

## Historique
Pendant le XIXe siècle, la rue du Corbillon était peuplée de nombreux ateliers et commerces.
Elle a par la suite souffert d'une certaine desaffection. Plus récemment, elle a été le théâtre de l'opération policière du 18 novembre 2015 à Saint-Denis, qui a eu lieu dans l'immeuble à l'angle de la rue de la République.

## Bâtiments remarquables et lieux de mémoire
- Groupe scolaire construit en 1856[6],[7],[8]. Le premier directeur, et instituteur, de cette école, était fort apprécié de ses concitoyens. Mort à Saint-Denis en 1879, il a laissé son nom à la rue Guilleminot et est enterré au cimetière de Saint-Denis où un buste a été dressé à sa mémoire.
- Dans cette fut aussi fondée en 1861 l`Association Philotechnique pour l'instruction gratuite des adultes[9].